# 刘鸣华
刘鸣华（1965年12月—），男，江苏江阴人，中国化学家。现任国家纳米科学中心主任，研究员，中国化学会理事。